# Roman Sikora
Roman Sikora (* 3. července 1970 Třinec) je český dramatik a novinář.

## Život
V roce 1999 vystudoval činoherní režii na Divadelní fakultě Janáčkovy akademie múzických umění v Brně u Bořivoje Srby. Žije v Praze, kde občasně spolupracoval s Deníkem Referendum a A2larmem. Jako divadelní kritik psal pro Lidové noviny, Český rozhlas 3 Vltava, Svět a divadlo atd.
Za hru Smetení Antigony obdržel roku 1997 2. cenu v dramatické soutěži Ceny Alfréda Radoka. Některé jeho hry jsou přeloženy do cizích jazyků (němčina, maďarština, francouzština, slovenština). V roce 2007 o něm byl natočen filmový portrét Sikora. Malý osobní marketingový epos (režie Ivo Bystřičan).
V pražském Švandově divadle se úspěšně hrála jeho politická satira Zpověď masochisty, nezávislé brněnské Divadlo Feste uvedlo jeho hru Pohřbívání, která divákům nabídla možnost sledovat exkluzivní přímý přenos z pohřbu Václava Klause. Zpověď masochisty byla uvedena také v Bernu ve Švýcarsku, s úspěchem se hrála v estonském Tallinnu, na několika polských scénách, v německém Dortmundu, v Paříži, v Sao Paulu a v Rostově na Donu v Rusku.
V rámci spolupráce s režisérem Martinem Čičvákem vytvořil pro Národní divadlo v Brně i dvě adaptace klasických děl, Lysistrata/Aiás (premiéra 20. června 2014) a Běsi (premiéra 17. prosince 2015). Pražské nakladelství Brkola vydalo v roce 2016 sborník vybraných divadelních her Romana Sikory pod názvem Hry: Labyrint světa a ráj biče. V roce 2017 zvítězil Roman Sikora se svou hrou Zámek na Loiře v dramatické soutěži Talking About Borders pořádané Státním divadlem Norimberk, které tuto hru uvedlo v červnu 2018. Českou premiéru měla hra 20. prosince 2019 v pražské Venuši ve Švehlovce v podání souboru Lachende Bestien a v režii Michala Háby. Dne 8. února 2020 uvedlo Horácké divadlo v Jihlavě jeho dramatizaci Osudů dobrého vojáka Švejka Jaroslava Haška v režii Michala Skočovského. Pro brněnské Divadlo Feste napsal hru Opravdové interview s opravdovým Petrem Kellnerem (premiéra 24. června 2020).
Ve sněmovních volbách v roce 2025 je lídrem kandidátní listiny Levice v Karlovarském kraji.

## Tvorba
- Kočka na mráčku (1994)
- Sodomagomora! (1995)
- Černá noc (1996)
- Tank (1996)
- Vlci (1997)
- Smetení Antigony (1997)
- Krásná hra s jarními květy (1997)
- Sibir (1997)
- Nehybnost (1998)
- Opory společnosti (2000)
- Včera to spustili (2002)
- Jitro kouzelníků (2003)
- Největší básník (2004)
- Kolchida (2006)
- Smrt talentovaného vepře (2008)
- Zpověď masochisty (2011)
- Zmatek nad zmatek (2011)
- Generální zkouška na demisi vlády (2011)[5]
- Pohřbívání (2012)
- Snídaně s Leviathanem (2012)
- Pražské Jezulátko (2013)
- Tři dny (2014)
- Popeláři (ve spolupráci s Dodem Gombárem, 2012)
- Zámek na Loiře (2017)
- Opravdové interview s opravdovým Petrem Kellnerem (2020)
- Česká revoluce (časopis Svět a divadlo 3/2021)